# Kleio
Kleio (eller Klio) er en af de ni muser i græsk mytologi. Hun er muse for historieskrivning og heltedigtning. Som sine søstermuser er hun datter af Zeus og Mnemosyne. Hun havde en søn, Hyakinthos, som hun fik med kong Pierus af Pieria, men Apollon dræbte sønnen. Nogle skriver at hun også var mor til Hymenaios.
Kleio (Klio) har lagt navn til underdisciplinen (under økonomisk historie) kliometri, anvendelsen af redskaber fra økonomisk teori, statistik og økonometri til at analysere økonomisk historie.